# Woodson Terrace
Woodson Terrace és una població dels Estats Units a l'estat de Missouri. Segons el cens del 2000 tenia 4.189 habitants.

## Demografia
Segons el cens del 2000, Woodson Terrace tenia 4.189 habitants, 1.689 habitatges, i 1.102 famílies. La densitat de població era de 2.073,6 habitants per km².
Dels 1.689 habitatges en un 30,6% hi vivien nens de menys de 18 anys, en un 43,4% hi vivien parelles casades, en un 16,7% dones solteres, i en un 34,7% no eren unitats familiars. En el 28,2% dels habitatges hi vivien persones soles l'11% de les quals corresponia a persones de 65 anys o més que vivien soles. El nombre mitjà de persones vivint en cada habitatge era de 2,48 i el nombre mitjà de persones que vivien en cada família era de 3,04.
Per edats la població es repartia de la següent manera: un 25,5% tenia menys de 18 anys, un 9,1% entre 18 i 24, un 30,5% entre 25 i 44, un 20% de 45 a 60 i un 14,8% 65 anys o més.
L'edat mediana era de 36 anys. Per cada 100 dones de 18 o més anys hi havia 88,1 homes.
La renda mediana per habitatge era de 36.363 $ i la renda mediana per família de 40.603 $. Els homes tenien una renda mediana de 32.444 $ mentre que les dones 23.842 $. La renda per capita de la població era de 18.581 $. Entorn del 5,9% de les famílies i el 7,7% de la població estaven per davall del llindar de pobresa.

## Poblacions més properes
El següent diagrama mostra les poblacions més properes.